# التايكوندو في ألعاب البحر الأبيض المتوسط 2022
أقيمت مسابقات التايكوندو في ألعاب البحر الأبيض المتوسط 2022 في وهران في الفترة من 3 إلى 4 يوليو.

## جدول الميداليات
*   البلد المضيف (مضيف)
| المرتبة | فريق     | ذهبية | فضية | برونزية | المجموع |
| ------- | -------- | ----- | ---- | ------- | ------- |
| 1       | تركيا    | 3     | 1    | 1       | 5       |
| 2       | إسبانيا  | 2     | 3    | 0       | 5       |
| 3       | كرواتيا  | 2     | 0    | 3       | 5       |
| 4       | مصر      | 1     | 1    | 2       | 4       |
| 5       | المغرب   | 0     | 3    | 0       | 3       |
| 6       | فرنسا    | 0     | 0    | 3       | 3       |
| 7       | إيطاليا  | 0     | 0    | 2       | 2       |
| 7       | اليونان  | 0     | 0    | 2       | 2       |
| 9       | مقدونيا  | 0     | 0    | 1       | 1       |
| 9       | تونس     | 0     | 0    | 1       | 1       |
| 9       | سلوفينيا | 0     | 0    | 1       | 1       |
| المجموع | المجموع  | 8     | 8    | 16      | 32      |

## الحاصلون على الميداليات

### رجال
| Event                  | الذهبية                 | الفضية                  | البرونزية                         |
| ---------------------- | ----------------------- | ----------------------- | --------------------------------- |
| وزن الذبابة (58 كلغ)   | أدريان فيسنتي · إسبانيا | عمر الأكحل · المغرب     | عمر فاروق دايي أغلو · تركيا       |
| وزن الذبابة (58 كلغ)   | أدريان فيسنتي · إسبانيا | عمر الأكحل · المغرب     | Domen Molj · سلوفينيا             |
| الوزن الخفيف (68 كلغ)  | Javier Pérez · إسبانيا  | خاقان رجبر · تركيا      | Konstantinos Chamalidis · اليونان |
| الوزن الخفيف (68 كلغ)  | Javier Pérez · إسبانيا  | خاقان رجبر · تركيا      | Lovre Brečić · كرواتيا            |
| الوزن المتوسط (80 كلغ) | سيف عيسى · مصر          | دانيال كيسادة · إسبانيا | فراس القطوسي · تونس               |
| الوزن المتوسط (80 كلغ) | سيف عيسى · مصر          | دانيال كيسادة · إسبانيا | Apostolos Telikostoglou · اليونان |
| الوزن الثقيل (+80 كلغ) | Ivan Šapina · كرواتيا   | أيوب باسل · المغرب      | Roberto Botta · إيطاليا           |
| الوزن الثقيل (+80 كلغ) | Ivan Šapina · كرواتيا   | أيوب باسل · المغرب      | Dejan Georgievski · مقدونيا       |

### سيدات
| المنافسة               | الذهبية                  | الفضية                          | البرونزية                  |
| ---------------------- | ------------------------ | ------------------------------- | -------------------------- |
| وزن الذبابة (49 كلغ)   | مروة دنجل · تركيا        | أدريانا سيريزو · إسبانيا        | Bruna Duvančić · كرواتيا   |
| وزن الذبابة (49 كلغ)   | مروة دنجل · تركيا        | أدريانا سيريزو · إسبانيا        | شهد الحسيني · مصر          |
| الوزن الخفيف (57 كلغ)  | خديجة كبرى إلغون · تركيا | أشرقت درويش · مصر               | Giada Al Halwani · إيطاليا |
| الوزن الخفيف (57 كلغ)  | خديجة كبرى إلغون · تركيا | أشرقت درويش · مصر               | Kanélya Carabin · فرنسا    |
| الوزن المتوسط (67 كلغ) | Matea Jelić · كرواتيا    | Cecilia Castro · إسبانيا        | آية شحاتة · مصر            |
| الوزن المتوسط (67 كلغ) | Matea Jelić · كرواتيا    | Cecilia Castro · إسبانيا        | Magda Wiet-Hénin · فرنسا   |
| الوزن الثقيل (+67 كلغ) | Nafia Kuş · تركيا        | فاطمة الزهراء أبو فارس · المغرب | Nika Petanjek · كرواتيا    |
| الوزن الثقيل (+67 كلغ) | Nafia Kuş · تركيا        | فاطمة الزهراء أبو فارس · المغرب | ألثيا لورين · فرنسا        |

## روابط خارجية
- الموقع الرسمي
- كتاب النتائج